# Tristan Jones

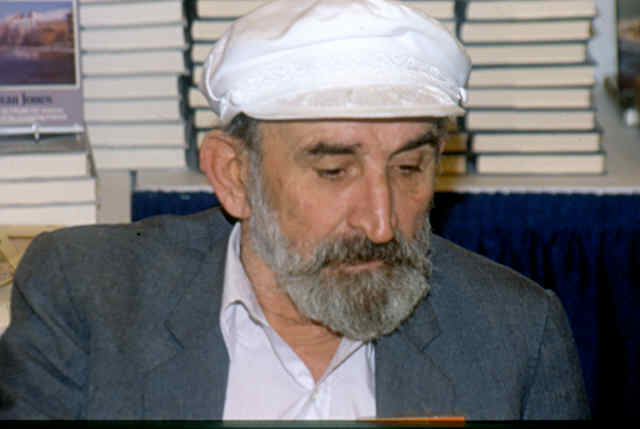
Tristan Jones (1987)

Tristan Jones (* 8. Mai 1924 in Liverpool; † 21. Juni 1995; richtiger Name: Arthur Jones) war ein Autor und Seefahrer, der zahlreiche Bücher und Artikel, die meisten in der Ichform, über das Segeln schrieb. Seine Geschichten sind, ganz in der Tradition der Waliser Geschichtenerzähler, eine Mischung aus Fakten und Fiktion, deshalb sind kaum Details von seinem früheren Leben bekannt.

## Leben
Vieles aus dem Leben von Arthur aka Tristan Jones ist unbekannt und nicht belegt. Festzustehen scheint, dass er 1929 als uneheliches Kind einer Frau aus der Arbeiterklasse geboren wurde und überwiegend in Waisenhäusern ohne viel Schulbildung aufwuchs. 1946 trat er der Royal Navy bei und diente dort 14 Jahre. Anschließend kaufte er ein Segelboot, probierte das Schmuggeln von Whisky und segelte und lebte im Mittelmeer. 1982 musste sein linkes Bein amputiert werden, 1991 das rechte. Seine letzten Lebensjahre verbrachte er in Phuket in Thailand, wo er auch zum Islam konvertierte.
In seinen Werken erzählt er hingegen, wie er mit 14 Jahren die Schule verlässt, um auf einem Lastkahn anzuheuern. Er verbringt den größten Teil seines Lebens auf See, als ein verwegener Segler, der immer wieder nach neuen Abenteuern auf See suchte. Jones legt somit mehr als 450.000 Seemeilen zurück. Den größten Teil davon alleine auf seinem Segelboot The Sea Dart. Er überquerte den Atlantik mindestens 20-mal (davon 9-mal allein).

## The Sea Dart
Die The Sea Dart ist das Segelboot, mit dem Tristan Jones seine gesamten Abenteuer erlebt hat. Es wurde 1960 in England gebaut, hatte eine Vielzahl von Vorbesitzern und wurde 1973 von Tristan Jones erworben.

## Schriften

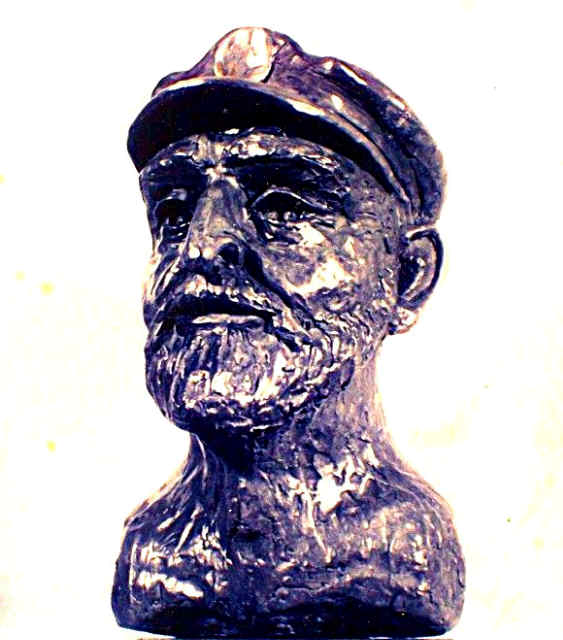
Büste gestaltet von William Barth Osmundsen (1987)

- Ice!, deutsche Übersetzung von Beate Kammler: Gefangen im Eis: allein auf arktischem Kurs, Delius Klasing, Bielefeld 1981, ISBN 3-7688-1268-5
- Die unglaubliche Seereise (The incredible voyage), Pietsch, Stuttgart 2000, ISBN 3-613-50346-8
- Abenteuer eines eigensinnigen Seemanns (Saga of a Wayward Sailor), Pietsch, Stuttgart 2000, ISBN 3-613-50358-1
- Himmel, Sturm und Takelgarn (Seagulls in my Soup), Pietsch, Stuttgart 2001, ISBN 3-613-50370-0
- Treibgut. Gestrandet in New York (Adrift), Pietsch, Stuttgart 2001, ISBN 3-613-50382-4
- Festgefahren. Gefangen auf dem Main (The Improbable Voyage), Pietsch, Stuttgart 2002, ISBN 3-613-50412-X
- Heart of Oak (englischsprachig)
- Outward Leg (englischsprachig)
- A Steady Trade: A Boyhood at Sea (englischsprachig)
- Dutch Treat (englischsprachig)
- Somewhere East of Suez (englischsprachig)
- To Venture Further (englischsprachig)
- Yarns (englischsprachig)
- One Hand for Yourself, One for the Ship: The Essentials of Single-Handed Sailing (englischsprachig)
- A Star to steer her by (englischsprachig)
- Encouters of a wayward Sailor (englischsprachig)
- Aka (englischsprachig)